# 2173 Maresjev
2173 Maresjev è un asteroide della fascia principale. Scoperto nel 1974, presenta un'orbita caratterizzata da un semiasse maggiore pari a 3,1369101 UA e da un'eccentricità di 0,1176189, inclinata di 14,40842° rispetto all'eclittica.
L'asteroide è dedicato al pilota militare russo Aleksey Maresyev.